# Museo Alemán del Juguete

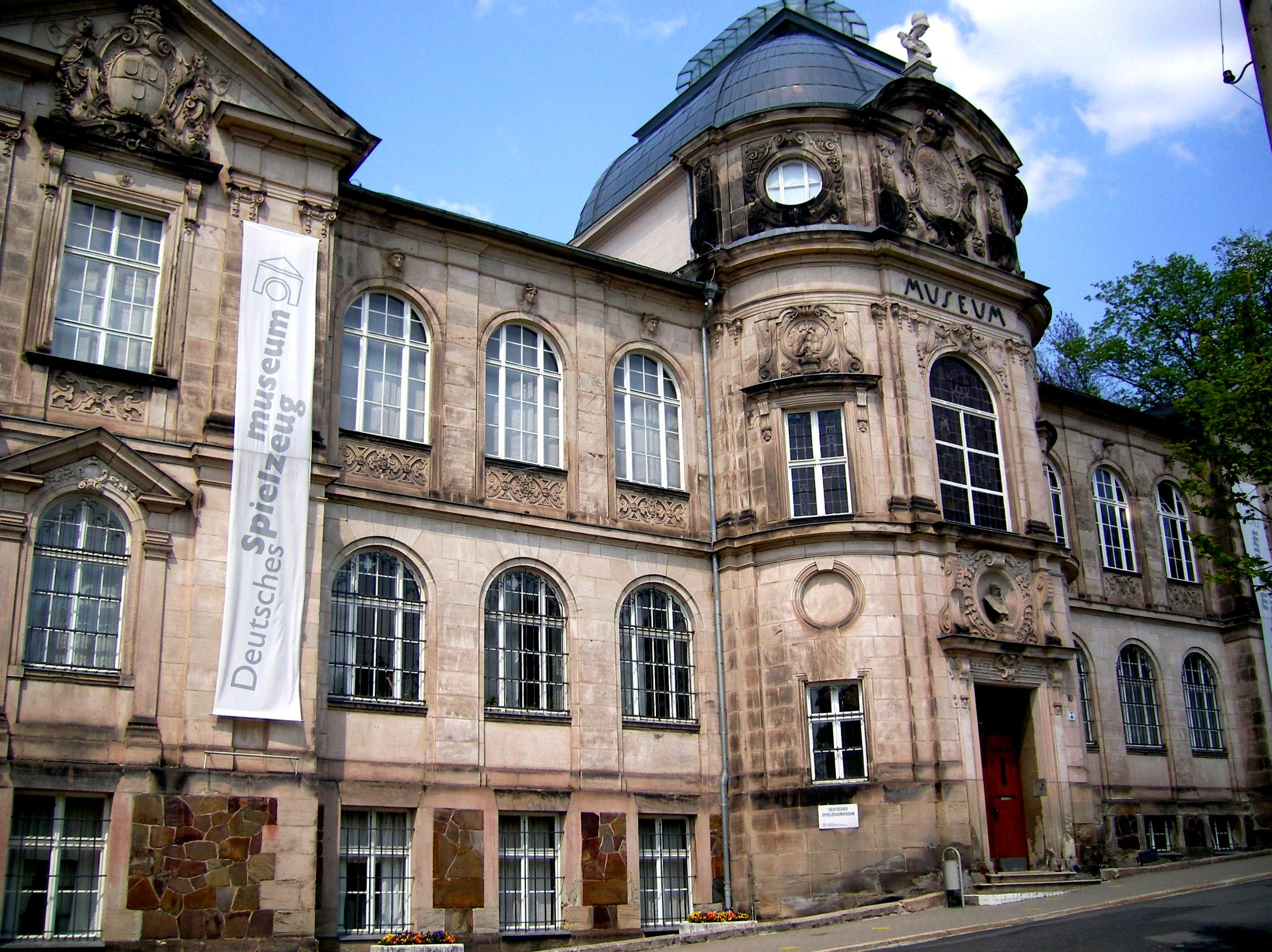
Museo alemán del juguete.

El Museo Alemán del Juguete (en alemán Deutsche Spielzeugmuseum) es un museo que se encuentra en Sonneberg en el estado de Turingia. Se fundó en 1901 por iniciativa del profesor Pablo Kuntze (1867-1953) siendo el más antiguo entre los museos del juguetes en Alemania.
Cuando se fundó era sólo una colección de juguetes sin embargo  hoy cuenta con cerca de 100.000 objetos, de los que casi 60.000 son juguetes. Entre algunas de sus exposiciones más señaladas están las muñecas de porcelana de Turingia del siglo XIX, muchas de ellas creadas por Käthe Kruse, los juguetes de madera de diversas regiones, varios juguetes del antiguo Egipto y otros empleados en la antigüedad en Grecia y Roma. Una mención especial merece la feria Thüringer que consiste en un grupo de figuras casi de tamaño natural representando una escena en la feria. El fabricante de juguetes de Sonneberg recibió por dichos trabajos un primer premio en la Exposición Universal de 1910 en Bruselas.